# Kotajärvi (sjö i Mäntyharju, Södra Savolax)
Kotajärvi är en sjö i kommunen Mäntyharju i landskapet Södra Savolax i Finland. Sjön ligger 88,5 meter över havet. Arean är 1,91 kvadratkilometer och strandlinjen är 9,4 kilometer lång. Sjön  ingår i Vuoksens huvudavrinningsområde.   Den ligger omkring 55 kilometer söder om S:t Michel och omkring 160 kilometer nordöst om Helsingfors. 
I sjön finns öarna Suurisaari (0,7 hektar) och Pienisaari (0,1 hektar).